# Utastájékoztató berendezés
Az utastájékoztató berendezés a személyszállításban használatos audiovizuális rendszer. Eleinte táblák, ma már inkább elektronikus eszközök formájában a tömegközlekedést használó emberek eligazodásának elengedhetetlen eszköze.

## Típusai
- weboldal, ahol megtalálható a Menetrend (újabban az utazáshoz kiválasztandó járművek GPS–alapú követését lehetővé tevő applikációkkal együtt, mint a BKK Futár vagy a Flightradar),
- a busz- és vasútállomásokon bekeretezett papíron kihelyezett menetrendi és rendkívüli tájékoztató táblák,
- a repülőtéri navigációs táblák és kijelzők,
- az aktuálisan induló és érkező viszonylatokat megjelenítő pályaudvari táblák és – akár érintőképernyős – monitorok,
- a járművek fedélzetén üzemelő (régen fém, illetve műanyag viszonylatjelző táblák és a "fokgyem" néven köznevesült analóg elektromechanikus, napjainkban pedig már digitális LCD, illetve LED technológiájú) kijelzők,
- és az előreprogramozott vagy menetrendi változás esetén élőszóban is alkalmazható állomási hangosbemondó rendszerek

Meg lehet különböztetni vizuális és audiovizuális jelzéseket.
A járatindulásokat a rendszerek legtöbbször redundánsan (írásban és szóban is) közlik, így részegységei összehangoltan működnek. Erre az egyszerű, gyors, gördülékeny, figyelemfelkeltő informálás célja mellett a törvényi kötelezettségek (pl. 1371/2007/EK-rendelet) által előírt akadálymentesség okán is szükség van. Az akusztikus információk a járatok indulási időpontjához közeledve, illetve azok közlekedését akadályozó körülmény esetén folyamatosan, pár percenként ismétlődnek.
Bár a legtöbb utazásszervező bizonyos rendkívüli körülményekre is felkészült, gyakran előfordul, hogy egy állomási diszpécser élőszóban kell, hogy tájékoztassa az utasokat egy rendkívüli eseményről, akár pontosítva a felvételről bejátszott tájékoztatást (pl. ha tudvalévő, hogy baleset miatt nem jár a metró).

## Törvényi háttér
Az utastájékoztató eszközök kihelyezésére és működtetésére az alábbi jogszabályok térnek ki:
- 2005. évi CLXXXIII. törvény a vasúti közlekedésről
- 454/2011/EU bizottsági rendelet a transzeurópai vasúti rendszer személyszállítási szolgáltatások telematikai alkalmazásai alrendszerére vonatkozó átjárhatósági műszaki előírásról
- 2012. évi XLI. törvény a személyszállítási szolgáltatásokról

## A tájékoztatás problémái
Visszatérő emberi szokás poénnal elütni, hogy a menetrend, az utastájékoztatás és/vagy a tömegközlekedési járművek valós helyzete időnként köszönőviszonyban sincs egymással.
- A MÁV közhiedelem szerinti pontatlanságára hívja fel a figyelmet Dombóvári István humorista történetében, melyben felveti egy pályaudvari dolgozónak az új LED-kijelző láttán, hogy „ha a vonatok pontosan járnának, nem kéne Késés feliratú rubrika”. Válasznak azt kapja: „Akkor váróterem se kéne!”.
- 2013-ban bejárta az internetet egy fotó a vonyarcvashegyi vasútállomáson kiragasztott papírról, amelyen a „Jegy vásárlása a vonaton a kalauznál!” felirat utolsó szava „kalauznál” maradt a mondat német, angol, cseh és orosz fordításában is. A vasúttársaság később a közönséges, Calibri betűtípussal nyomtatott lapot szabványarculatú, korrekt helyesírású lapra cserélte.[1]
- 2019-ben a buszmegállónak háttal szereltek fel több utastájékoztató digitális táblát Kecskeméten. A táblák esőbeálló felé néző oldalára a következő szöveg került fel: „Tájékoztatjuk Kedves Utasainkat, hogy a menetrenddel a tábla túloldalán tájékoztatjuk Kedves Utasainkat.”[2]
- Az alapvető jogok biztosához azért érkezett bejelentés 2020-ban, mert Balatonszéplak felső vasútállomásán a korábbi nyolc helyett harminckét utastájékoztató hangszóró működött az éjszakai órákban is. Kozma Ákos ombudsman vizsgálatot rendelt el, ugyanakkor az életvédelmi célból elhangzó tájékoztatások az egészséges környezethez való jogot felülírják, tehát (szemben a forgalmi tájékoztatásokkal) ezek éjjel is el kell hangozzanak.[3]